# Richtlinie
Als Richtlinie wird in den deutschsprachigen Staaten eine Handlungs- oder Ausführungsvorschrift einer Institution oder Instanz bezeichnet, die jedoch kein förmliches Gesetz ist (zu den Besonderheiten der Richtlinien der Europäischen Union siehe EU-Richtlinie). Ob und für wen eine Richtlinie eine Bindungswirkung entfaltet, ist abhängig von der Befugnis und Anerkennung des Herausgebers der Richtlinie sowie von der Art und dem Umfang der für die jeweils betroffenen Adressaten geltenden Verbindlichkeit. Die Regelungswirkung einer Richtlinie kann somit nur im Einzelfall beurteilt werden.
Der Begriff wird mehrdeutig verwendet. Es gibt einerseits technische Richtlinien, die von einer Organisation ausgegeben werden und einen Handlungsrahmen vorgeben. Andererseits werden rechtliche Richtlinien von einem dazu formellgesetzlich ermächtigten Gremium beschlossen. In beiden Fällen haben Richtlinien einen bestimmten Geltungsbereich, der je nach Anwendungsfall z. B. arbeitsrechtlich sanktionierbar sein kann oder nicht. Verwaltungsvorschriften – wie z. B. die sogenannten Einkommensteuerrichtlinien – sind reine Dienstanweisungen des (Finanz-)Ministers an die (Finanz-)Beamten und entfalten z. B. keine Bindungswirkung für den Bürger oder Gerichte.

## Abgrenzung
Der Begriff der Norm ist an ein allgemeines Verständnis gebunden und häufig nicht kodifiziert, wie beispielsweise im Fall von ethischen Normen. Im Gegensatz dazu ist eine Richtlinie mit einem Handlungsbezug versehen und in einem Dokument niedergelegt.
Der Begriff der Verordnung entstammt demselben Zusammenhang wie ein Gesetz und regelt das Ausführen eines Gesetzes verbindlich. Im Gegensatz dazu bleibt eine Richtlinie eine bloße Empfehlung beispielsweise nach dem Stand der Technik.
Der Begriff der Vorschrift bezeichnet eine Regelung innerhalb einer Organisation ohne bindende Wirkung für das Handeln außerhalb dieser Organisation. Im Gegensatz dazu kann von einer Richtlinie innerhalb einer Organisation im Rahmen der an die jeweilige Rolle gebundenen Kompetenzen abgewichen werden.
Der Begriff des Standards ist in seiner Gültigkeit an die herausgebende Organisation gebunden, wie beispielsweise internationale Normen (englisch Standards). Er beschreibt einen technischen Konsens. Im Gegensatz dazu sind Richtlinien derselben Organisation schwächer im bezogenen Konsens.
Der Begriff Leitsatz fasst den Inhalt eines längeren Textes selektiv in komprimierter Form zusammen. Leitsätze werden vornehmlich in der Rechtswissenschaft genutzt, um die tragenden Entscheidungsgründe durch das Gericht darzustellen.
Der Begriff der Leitlinie (u. a. in der Medizin) ist formal schwächer und spiegelt mindestens im Konsens publizierte Standards wider. Im Vergleich zur Richtlinie ist eine Leitlinie eine empfehlende Handlungsanweisung ohne bindenden Charakter und ohne Zuschnitt auf einen speziellen Fall. Grundsätzlich gilt, dass eine Leitlinie empfiehlt, hingegen eine Richtlinie normativ fordert. Damit werden Leitlinien, im Gegensatz zu den verbindlichen Richtlinien, als eine Entscheidungshilfe für ein adäquates Handeln bzw. Vorgehen verstanden. Sprachwissenschaftlich wird die Leitlinie (Leitfaden, englisch guideline) auf den Ariadnefaden zurückgeführt.

## Beispiele
- Im innerstaatlichen deutschen Recht wird der Begriff der Richtlinie etwa im Sinne einer Verwaltungsvorschrift verwendet.
- In der gesetzlichen Krankenversicherung beschließt der Gemeinsame Bundesausschuss Richtlinien, z. B. die Arzneimittel-Richtlinie.
- VDI-Richtlinien: technisches Regelwerk mit 2000 gültigen VDI-Richtlinien.
- VDE-Bestimmungen
- Qualitätsrichtlinien
- Richtlinie 819 der Deutschen Bahn AG

## EU-Richtlinie
Eine EU-Richtlinie im Recht der Europäischen Union ist ein Rahmengesetz, das die Mitgliedsstaaten zur Verwirklichung eines bestimmten Ziels verpflichtet. Sie richtet sich als „Arbeitsauftrag“ an die nationalen Gesetzgeber der EU-Staaten, damit diese hierzu richtliniengemäßes nationales Recht schaffen. Erst damit gilt sie unmittelbar.
Eine EU-Richtlinie kann auch, ganz oder teilweise, unmittelbar gelten, wenn der nationale Gesetzgeber sie nicht bis zum in der Richtlinie vorgegebenen Termin in nationales Recht umsetzt.
Das Gegenstück hierzu sind EU-Verordnungen, die unmittelbar in der gesamten EU gelten und in allen Ländern gleich anzuwenden sind. Auf die Geltung der EU-Verordnungen hat kein Parlament der Mitgliedstaaten Einfluss.